# سن-کانتن
سن کانتن (به فرانسوی: Saint-Quentin, Aisne) در شهرستان ان (ا-دو-فرانس) در ناحیه پیکاردی با جمعیت ۵۶٬۷۹۲ نفر در کشور فرانسه واقع شده‌است

## نگارخانه

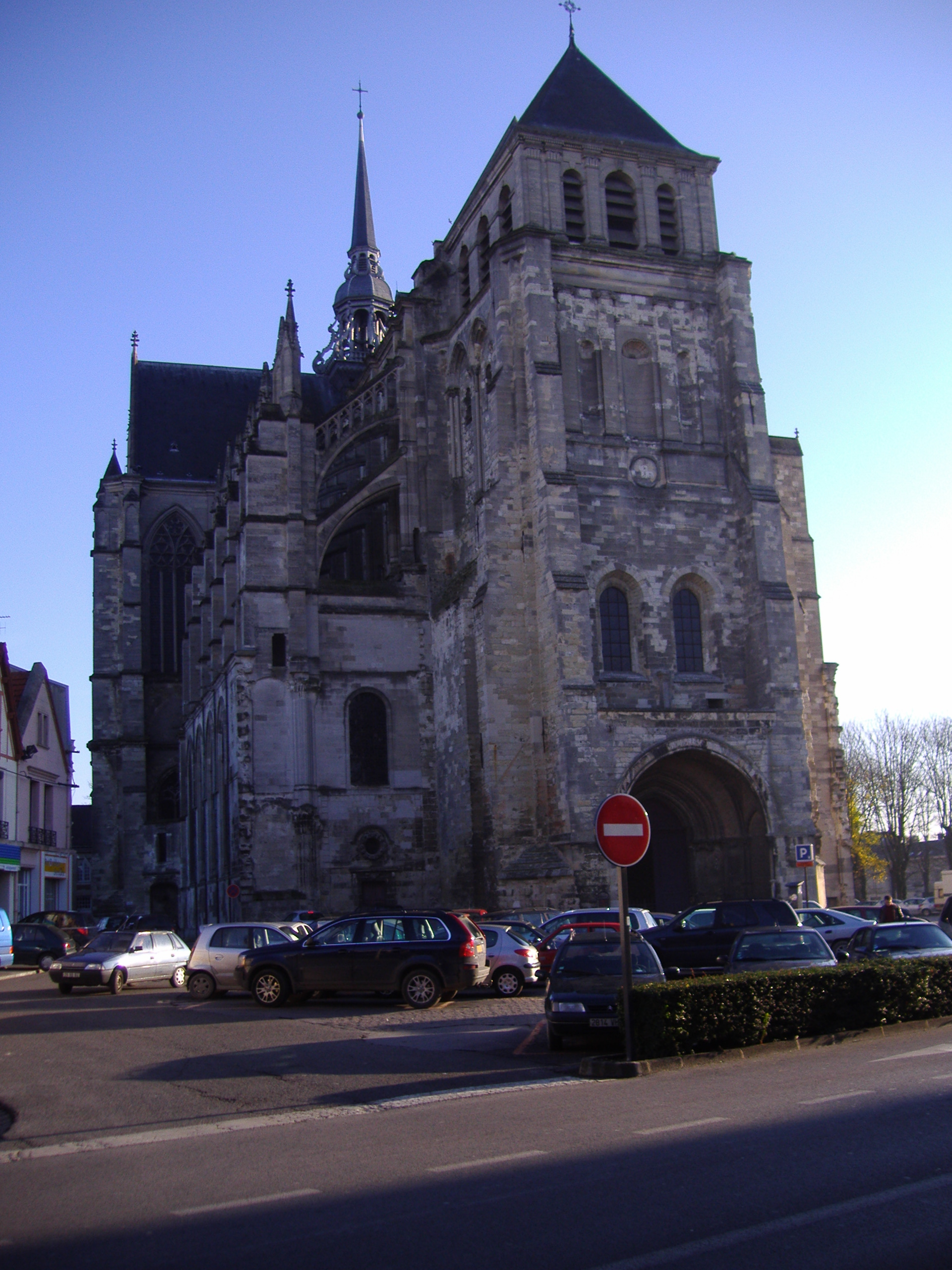
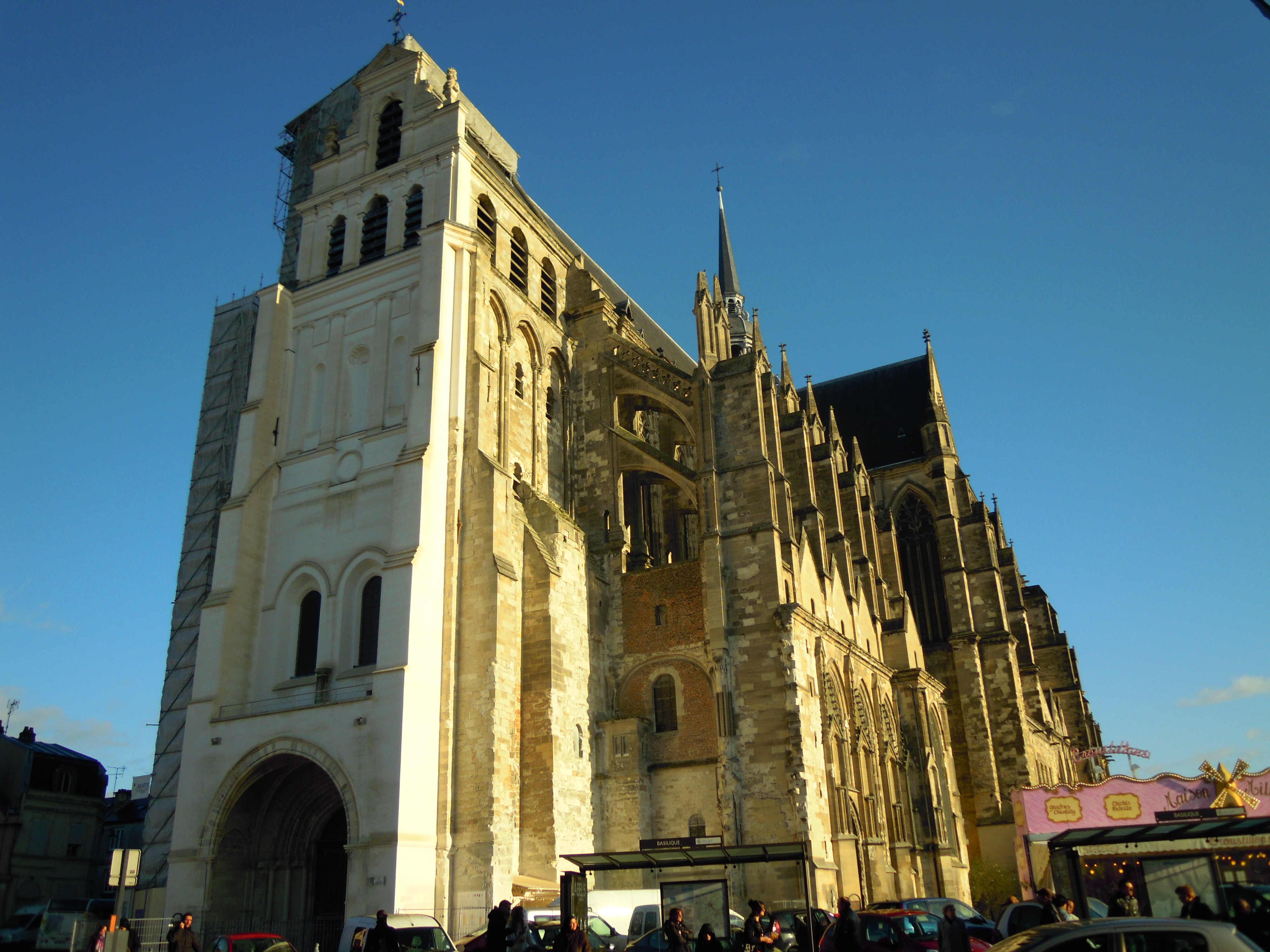
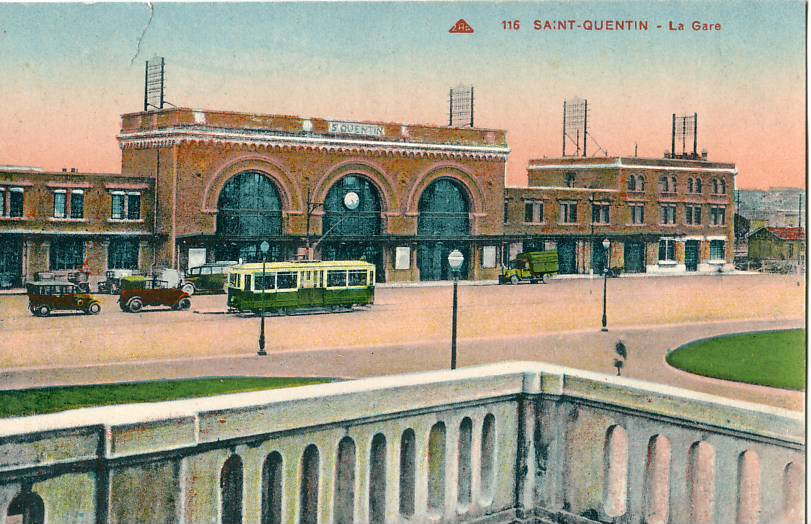
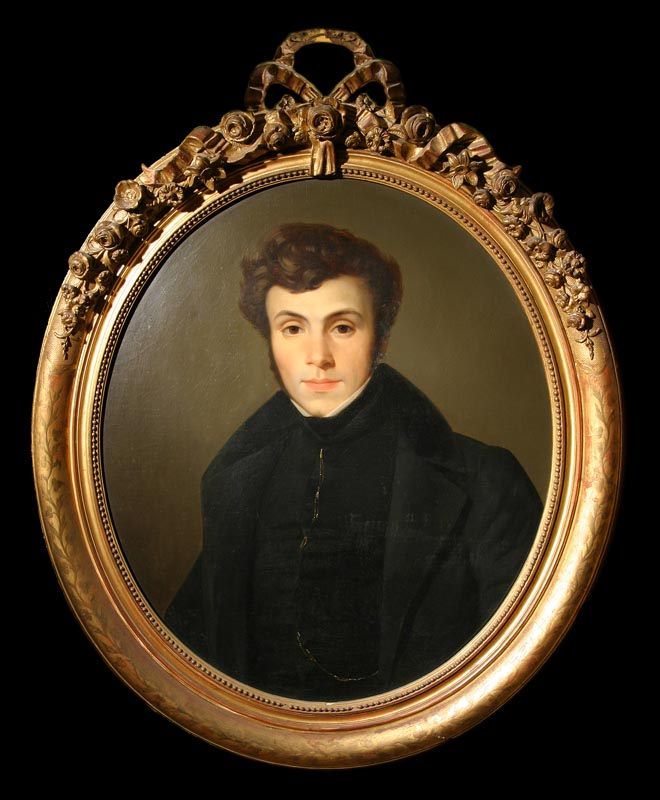